# Irska književnost
Irska književnost odnosi se na književna djela objavljena u Irskoj, odnosno od autora irskog podrijetla. 
Irska književnost danas uglavnom nastaje na engleskom jeziku, ali od srednjeg vijeka do 17. stoljeća, većina pjesama napisana je na irskom jeziku, a često se odnosi na keltsku tradiciju. Iako je Irska stoljećima bila pod izravnim utjecajem Engleske, ima vlastitu književnost i autonomni identitet, za razliku od Škotske i Walesa. Irska je svijetu dala mnoge istaknute umjetnike, uključujući četiri nobelovca.

## Poezija
Povijest irskog pjesništva datira iz 6. stoljeća. Nastajala je na irskom jeziku. Prošla je put od poezije putujućih bardova do kasnog srednjeg vijeka, kada poezija na irskom gelskom jeziku postaje dio popularne kulture. Poezija na nacionalnom jeziku oživjela je u kasnom 19. stoljeću, kada se dogodio irski književni preporod. Tada se ponovno počeo učiti i koristiti irski jezik te se otkrivala djela srednjovjekovnih bardova i keltske mitologije. U 20. stoljeću, najznačajniji predstavnici irske poezije su W. B. Yeats i James Joyce (predstavnik modernističke poezije).

## Proza
Priča je književni žanr u kojem su irski pisci postigli majstorstvo. Irska je stoljećima razvila snažnu tradiciju usmene predaje pjesama, ali ne i romana, poput Engleske ili Francuske, gdje je roman bio najpopularniji žanr proze. Među istaknutim irskim piscima kao što su: George Moore, Sean O'Faoláin, Frank O'Connor, Liam O'Flaherty i Daniel Corkery, ima i nekoliko romanopisaca, ali oni su više poznati kao autori priča. Izuzetak su samo James Joyce i Elisabeth Bowen. U 90.-im godinama 20. stoljeća i početkom 21. stoljeća, međunarodnu popularnost stekao je romanopisac Colm Toibin. 

## Drama
Počeci irske drame sežu od 1601. godine. Prvi značajniji irski dramatičar bio je William Congreve, koji je uglavnom pisao komedije. Kasniji autori poput Olivera Goldsmitha i Richarda Brinsleya Sheridana djelovali su u Engleskoj. Kazalište u Irskoj počelo se razvijati osnutkom Irskoga dramskoga kazališta (the Irish Literary Theatre), koje se nastalo 1899., a u kojem su djelovali Oscar Wilde i George Bernard Shaw. Uspostavom Kazališta Abbey, irskim piscima otvorile su se nove mogućnosti. Jedan od najistaknutijih autora bio je John Millington Synge. U 20. stoljeću, ključni irski dramski pisci su: Samuel Beckett, Brendan Behan, Denis Johnston, Brian Friel, Thomas Kilroy, Tom Murphy, Hugh Leonard i John B. Keane. U 70.-im godinama 20. stoljeća, nastala su neka nova kazališta, ali je i dalje najbolje bilo kazalište Abbey. 
Mnogi pisci irskoga podrijetla smatraju se i piscima engleske književnosti, jer su pisali na engleskom jeziku o engleskim temama i živjeli su u Engleskoj. Među njima su: William Congreve, Jonathan Swift, Oscar Wilde, George Bernard Shaw, William Butler Yeats, James Joyce, Elisabeth Bowen i Samuel Beckett. 
Irski književnici, koji su dobili Nobelovu nagradu za književnost su:
- William Butler Yeats (dobio 1923.) - pjesnik, dramatičar, političar, jedan od vodećih članova irskog književnog preporoda, osnivač Kazališta Abbey i promotor irskog jezika.
- George Bernard Shaw (dobio 1925.) - dramatičar i scenarist, autor Pygmaliona (film temeljen na ovoj predstavi osvojio je Oscara).
- Samuel Beckett (dobio 1969.) - dramatičar-eksperimentator, pisac, pjesnik, poznat djelu "U očekivanju Godota", također pisao na francuskom.
- Seamus Heaney (dobio 1995.) - pjesnik, esejist, prevoditelj sa staroengelskog jezika, promicatelj književnosti.